# Tarhoncu Ahmed Paša
Tarhoncu Ahmed Paša (? – 21. března 1653) byl osmanský státník albánského původu a velkovezír v letech 1652–1653. Vzhledem k politickým reformám, které inicioval, byl nakonec popraven.
Tarhoncu Ahmed Paša se narodil v oblasti dnešní severní Albánie na počátku 17. století. Původně byl obyčejným obchodníkem než se dostal do osmanské administrativy. Před získáním postu velkovezíra byl guvernérem Egypta. Během své krátké politické kariéry za vlády sultána Mehmeda IV. odmítal dosavadní zřízení osmanské byrokracie a navrhoval reformy. Ahmed byl prvním velkovezírem, který zpracoval státní rozpočet těsně předtím, než nastal fiskální rok. Jeho reformy narušovaly konzervativní síly osmanské elity a následně byl 21. března 1653 popraven. To ukončilo pokusy o jakékoliv reformy na několik následujících let.